# Jean Barré de Saint-Venant
Pour les articles homonymes, voir Famille Barré de Saint-Venant et Barré de Saint-Venant.
Jean Barré de Saint-Venant (1737-1810), ex-officier, était un planteur de l’île de Saint-Domingue, essayiste et inventeur du XVIIIe siècle.

## Biographie
Jean Barré de Saint-Venant était un officier, propriétaire terrien  à l’île de Saint-Domingue, écrivain et inventeur du XVIIIe siècle.
Il est issu de la famille Barré de Saint-Venant, fils d'Alexis Barré, procureur du roi à l'hôtel de ville, et d'Élisabeth Clerc. Après avoir été élève du collège des Oratoriens, qui devint au siècle suivant le premier lycée de Niort, il rejoint un oncle célibataire Jean-André de Saint-Venant, colon et propriétaire à Saint-Domingue, né en 1712, qui avait une plantation dans le nord de l'île au quartier de la Grande-Rivière. Jean Barré de Saint-Venant s'y révèle d'abord comme inventeur de machines hydrauliques, puis comme gérant-procureur de diverses plantations et écrivain de plusieurs livres. Il devient propriétaire d'une plantation de sucre en 1781 et président du cercle des Philadelphes, une société savante fondée en 1784.
En 1789, il épouse « dans l'église de la Madeleine en la Ville l'Évêque, une créole, Marie-Thérèse-Joséphine Laborie,[...] fille de Pierre-Joseph Laborie », alors secrétaire perpétuel de la Chambre de Commerce du Cap et un des députés de Saint-Domingue à l'Assemblée Nationale, et de Thérèse Marguerite Canivet. Ils sont les parents de l'ingénieur, physicien et mathématicien français Adhémar Barré de Saint-Venant (1797-1886).
En 1802, il s'adresse à Bonaparte dans un livre consacré à la société de Saint-Domingue.

## Ouvrages
- Jean Barré de Saint-Venant, Des colonies modernes sous la zone torride et particulièrement de celle de Saint-Domingue, Éditions Brochot, 1802